# (5549) Bobstefanik
(5549) Bobstefanik – planetoida z pasa głównego asteroid okrążająca Słońce w ciągu 4 lat i 68 dni w średniej odległości 2,6 j.a. Została odkryta 1 kwietnia 1981 roku w Harvard Observatory. Przed nadaniem nazwy planetoida nosiła oznaczenie tymczasowe (5549) 1981 GM1.